# JUXS-S1
JUXS-S1
2012年10月7日　伊丹駐屯地にて
- 用途：観測・偵察
- 分類：無人航空機
- 製造者：日立製作所、川田工業
- 運用者： 日本（陸上自衛隊）
- 運用状況：運用中

JUXS-S1（じぇいゆうえっくすえすえすワン）は、日立製作所と川田工業が開発した偵察・観測用の無人航空機である。主に陸上自衛隊で運用されている。

## 概要
JUXS-S1は、防衛省技術研究本部と日立製作所、川田工業が開発した小型の無人偵察ドローンである。
システムは、機体、市販のノートパソコンを元にした制御装置、伝送処理機材、アンテナからなる。これらシステム全体を2名で運用でき、小隊の隊員で運搬できる。
機体は無尾翼式で分解でき、胴体は強化発泡スチロール製と見られている。離陸は手投げかゴムロープで行う。帰投時は狭いエリアでも着陸可能で、機体を損傷させないようネットなどで受け止める方法もある。
センサーの詳細は明らかにされていないが、可視光カメラや赤外線カメラなどを搭載できると推測される。また、収集した情報をネットワークで10式戦車などに送信できるとも言われている。

## 性能
- 全長 約1m[2]
- 全幅 約1.5m[2]
- 機体重量 3.9kg[2]
- 行動範囲 数十km[3]

## 配備
2011年（平成23年）2月から配備が開始された。翌年までに16機が納入され、それ以降も追加納入されているとみられる。